# Maarten Arens
Maarten Johannes Arens  [Márten Arens], (* 20. květen 1972 Diemen, Nizozemsko) je bývalý reprezentant Nizozemska v judu.

## Sportovní kariéra
Jeho sportovní začátky do velké míry ovlivnila rivalita s krajanem Hajzinchou. Po zisku titulu mistra Evropy si nepotvrdil kvalifikaci na olympijské hry na mistrovství světa v roce 1995. V olympijském roce do jeho střední váhové kategorie (−86 kg) přišel právě Huizinga, s nímž nominaci na olympijské hry v Atlantě prohrál.
V roce 1998 se změnily váhové limity a tato situace se mu hodila. V polostřední váhové kategorii se zvýšil limit na −81 kg. Opět se začal účastnit velkých podniků a 7. místem na mistrovství světa si zajistil kvalifikaci na olympijské hry.
V roce 2000 startoval na olympijských hrách v Sydney, ale doplatil na zápasovou zákonitost se stejně silným soupeře. V prvním kole proti němu stál Francouz Buras, kterého ten rok porazil před domácím publikem na pařížském turnaji. Jenže Buras mu nyní prohru vrátil i s úroky. V opravách již nenašel dost sil pro zisk bronzové medaile.
Po roce 2001 se plně soustředil na trenérskou činnost a v současné době je jedním z nejrespektovanějších trenérů v zemi.

## Výsledky
| Turnaj             | 1991 | 1992 | 1993 | 1994 | 1995 | 1996 | 1997 | 1998 | 1999 | 2000 | 2001 |
| ------------------ | ---- | ---- | ---- | ---- | ---- | ---- | ---- | ---- | ---- | ---- | ---- |
| Olympijské hry     | –    | dns  | –    | –    | –    | dns  | –    | –    | –    | úč.  | -    |
| Mistrovství světa  | dns  | –    | dns  | –    | úč.  | –    | dns  | –    | 7.   | –    | úč.  |
| Mistrovství Evropy | dns  | dns  | dns  | dns  | 1.   | dns  | dns  | 5.   | 2.   | 7.   | dns  |
| ME juniorů         | 3.   | 2.   | –    | –    | –    | –    | –    | –    | –    | –    | -    |